# Władisław Gawrikow
Władisław Andriejewicz Gawrikow, ros. Владислав Андреевич Гаврико (ur. 21 listopada 1995 w Jarosławiu) – rosyjski hokeista, reprezentant Rosji, olimpijczyk.

## Kariera
- Łokomotiw Jarosław U16 (2010–2011)
- Łokomotiw Jarosław U17 (2011–2012)
- Łoko Jarosław (2011-2015)
- Łokomotiw Jarosław (2014-2017)
- SKA Sankt Petersburg (2017-2019)
- Columbus Blue Jackets (2019-)

Wychowanek Łokomotiwu Jarosław. Od 2011 do 2015 przez cztery sezony grał w rozgrywkach MHL w barwach drużyny Łoko, w tym w ostatnim sezonie pełnił rolę kapitana. W międzyczasie, w KHL Junior Draft w 2012 został wybrany przez macierzysty Łokomotiw, a w drafcie NHL z 2015 został wybrany przez Columbus Blue Jackets. Od 2014 do 2017 był zawodnikiem seniorskiego zespołu Łokomotiwu w lidze KHL. W marcu 2015 przedłużył kontrakt o dwa lata. W czerwcu 2017 został zawodnikiem SKA Sankt Petersburg. Po wyeliminowaniu SKA z play-off sezonu KHL (2018/2019) w kwietniu 2019 kontrakt Gawrikowa został rozwiązany, po czym zawodnik podpisał dwuletni kontrakt wstępujący z klubem Columbus Blue Jackets na występy NHL, uzyskując prawo gry w fazie play-off edycji NHL 2018/2019 (jednocześnie SKA zachował prawa do zawodnika na występy w KHL). W listopadzie 2020 przedłużył kontrakt z CBJ o trzy lata.
W barwach juniorskiej kadry Rosji uczestniczył w turniejach mistrzostw świata juniorów do lat 17 edycji 2012, mistrzostw świata juniorów do lat 18 edycji 2013, mistrzostw świata juniorów do lat 20 edycji 2015 (w 2015 był kapitanem kadry). W reprezentacji seniorskiej uczestniczył w turniejach mistrzostw świata w 2017, 2018, 2019. W ramach ekipy olimpijskich sportowców z Rosji brał udział w turnieju zimowych igrzysk olimpijskich 2018. W składzie reprezentacji Rosyjskiego Komitetu Olimpijskiego (ang. ROC) brał udział w turnieju MŚ edycji 2021.

## Sukcesy
Reprezentacyjne
- Złoty medal mistrzostw świata juniorów do lat 17: 2012
- Srebrny medal mistrzostw świata juniorów do lat 20: 2015
- Złoty medal Junior Super Series Champion: 2015
- Brązowy medal mistrzostw świata: 2017, 2019
- Złoty medal zimowych igrzysk olimpijskich: 2018

Klubowe
- Brązowy medal mistrzostw Rosji: 2017 z Łokomotiwem Jarosław

Indywidualne
- Mistrzostwa Świata Juniorów w Hokeju na Lodzie 2015/Elita:
  - Jeden z trzech najlepszych zawodników reprezentacji w turnieju[7]
  - Najlepszy obrońca turnieju[8]
- KHL (2015/2016):
  - Najlepszy obrońca tygodnia – 27 października 2015
  - Najlepszy obrońca miesiąca – grudzień 2015[9]
- KHL (2016/2017):
  - Najlepszy obrońca miesiąca – marzec 2017[10]
- Mistrzostwa Świata w Hokeju na Lodzie 2017/Elita:
  - Trzecie miejsce w klasyfikacji +/− turnieju: +9[11]
- Hokej na lodzie na Zimowych Igrzyskach Olimpijskich 2018 – turniej mężczyzn:
  - Piąte miejsce w klasyfikacji +/− turnieju: +6[12]
- KHL (2018/2019):
  - Pierwsze miejsce w klasyfikacji +/− w sezonie zasadniczym: +48

Wyróżnienie
- Zasłużony Mistrz Sportu Rosji w hokeju na lodzie (2018)[13]

Odznaczenie
- Order Przyjaźni (27 lutego 2018)[14]